# Isaque (irmão de Arácio)
Isaque foi um oficial sassânida de origem armênia, ativo durante o reinado do xá Cavades I. Ao tomar ciência que seus irmãos desertaram para o Império Bizantino, fez o mesmo e entrou em serviço imperial. Participou dos conflitos da Guerra Ibérica contra os sassânidas e anos depois esteve na Itália combatendo o Reino Ostrogótico na Guerra Gótica.

## Vida
Nada se sabe sobre sua origem, exceto que nasceu na Armênia e era o irmão mais novo de Arácio e Narses. Segundo o proposto pelos autores da PIRT, talvez eles eram membros da nobre família armênia de Camsaracano, uma posição apoiada por outros autores. Narses originalmente serviu o Império Sassânida do xá Cavades I (r. 488–496; 499–531) e aparece pela primeira vez em 530, quando comandou a fortaleza de Bolo, próximo de Teodosiópolis. Ao saber da deserção de seus irmãos, secretamente negociou a rendição da fortaleza ao Império Bizantino e partiu para Constantinopla. Em 543, foi o comandante das tropas estacionadas em Citarizo, na Armênia IV. Talvez seu ofício era de duque, um dos postos novos criados na reorganização militar da Armênia pelo imperador Justiniano (r. 527–565). Nessa posição, participou na Batalha de Anglo e carregou seu irmão Narses, que se feriu, para fora do combate.
Em 546, Isaque e João foram enviados com um exército de bizantinos e bárbaros para se unir a Belisário em Epidamno, quando reforços eram necessários à guerra contra o Reino Ostrogótico na Itália. Ele aparentemente acompanhou Belisário com a frota de Epidamno via Hidrunto para Porto, próximo de Roma. Foi colocado no comando de Porto, com Antonina, esposa de Belisário, enquanto Belisário tentou transportar suprimentos à sitiada Roma, e recebeu ordens para não deixar o lugar. Ao ouvir que Belisário foi vitorioso, Isaque deixou Porto, cruzou o rio para onde alguns dos soldados imperiais estavam estacionados e selecionou mil cavaleiros para atacar um acampamento gótico. Feriu o comandante Ruderico e tomou o acampamento, mas enquanto estava saqueando-o foi surpreendido por alguns godos. Muitos de seus homens foram mortos e ele e alguns outros soldados foram capturados. Quando Ruderico morreu dois dias depois, o rei Tótila (r. 541–552) executou-o em represália.